# Кандалакбашево
Кандалакбашево (баш. Ҡандалаҡбаш) — деревня в Бакалинском районе Республики Башкортостан Российской Федерации. Входит в состав Тактагуловского сельсовета. 

## География

### Географическое положение
Расстояние до:
- районного центра (Бакалы): 37 км,
- центра сельсовета (Тактагулово): 5 км,
- ближайшей ж/д. станции (Туймазы): 100 км.

## Население
| 2002 | 2009 | 2010 |
| ---- | ---- | ---- |
| 80   | ↗82  | ↘67  |

Согласно переписи 2002 года, преобладающая национальность — башкиры (96 %).